# 方言詩の世界
方言詩の世界（ほうげんしのせかい）は、IBC岩手放送のラジオ番組。単独の番組としては2009年3月28日を以て終了となったが、同年3月30日以降同局平日午前の生ワイド番組『朝からRADIO』の月曜から水曜のコーナーとして放送されている。

## 概要
- パーソナリティー：菊池幸見（IBCアナウンサー）
- 放送日時：（単独番組としての放送時）土曜 16:05 - 16:20

以前『幸見の週刊おじさん白書』（以下“おじ白”と略す）に内含されていたコーナーが「おじ白」の終了に伴い、15分枠の独立番組となったもの。リスナーより寄せられた「岩手の方言で綴られた日常風景」作品を菊池が朗読している。番組に寄せられた方言詩作品はこれまでに1500を、放送回数は430回をそれぞれ越えている（いずれも「おじ白」内包時代から通算して）。
当番組で紹介された優秀作は菊池が後日レコーディングする形で数作のCDにまとめられ、徳間ジャパンより全国発売されている。また「おじ白」などで紹介した過去の作品は『朝からRADIO』内で「朝の方言詩」と題し、月曜 - 木曜の9:20頃に毎日一作品ずつリバイバル紹介されていたが（菊池が不在で別のIBCアナが担当の場合、コーナースポンサー付きの曜日は録音、なしの曜日はコーナー休止）、2009年3月30日からは『朝からRADIO』のコーナー内で新規投稿作品を紹介する方式に改まっている。